# Asota tigrina
Asota tigrina är en fjärilsart som beskrevs av Butler 1882. Asota tigrina ingår i släktet Asota och familjen nattflyn. Inga underarter finns listade i Catalogue of Life.